# .li
.li je internetová národní doména nejvyššího řádu pro Lichtenštejnsko (podle ISO 3166-2:LI).